# Сластники
Сластники — деревня в составе Чемашихинского сельсовета Краснобаковского района Нижегородской области.
По данным на 1999 год, численность населения составляла 13 чел.

## Известные уроженцы и жители
- Чугунин, Михаил Васильевич (род. 1917) — советский офицер, танкист, участник Великой Отечественной войны, Герой Советского Союза (1944).